# Tête de Milon
Pour les articles homonymes, voir Milon.
La tête de Milon est un sommet des Alpes valaisannes, en Suisse, situé dans le canton du Valais, qui culmine à 3 693 m d'altitude.

## Géographie

### Situation
Située à l'ouest du Bishorn et au nord-ouest du Weisshorn, la tête de Milon surplombe le glacier de Tourtemagne sur son versant nord-est neigeux, le glacier du Weisshorn sur son versant sud rocheux et le village de Zinal sur son versant ouest, également rocheux.
Elle présente une large coupole neigeuse avec quelques crevasses et séracs sur le versant nord-est. Le col de Milon sépare la pointe d'Arpitetta de la tête de Milon et permet le passage en direction de la cabane de Tracuit.

## Premières ascensions
- 23 août 1887 : croupe nord-nord-ouest par C. Cannan, W.J. Kippen et Peter Truffer.
- 23 août 1887 : arête ouest-sud-ouest (crête de Milon) par  C. Cannan, W.J. Kippen et Peter Truffer (à la descente).

## Alpinisme
- Croupe nord-nord-ouest : F.
- Arête ouest-sud-ouest (crête de Milon) : AD+.

## Accès

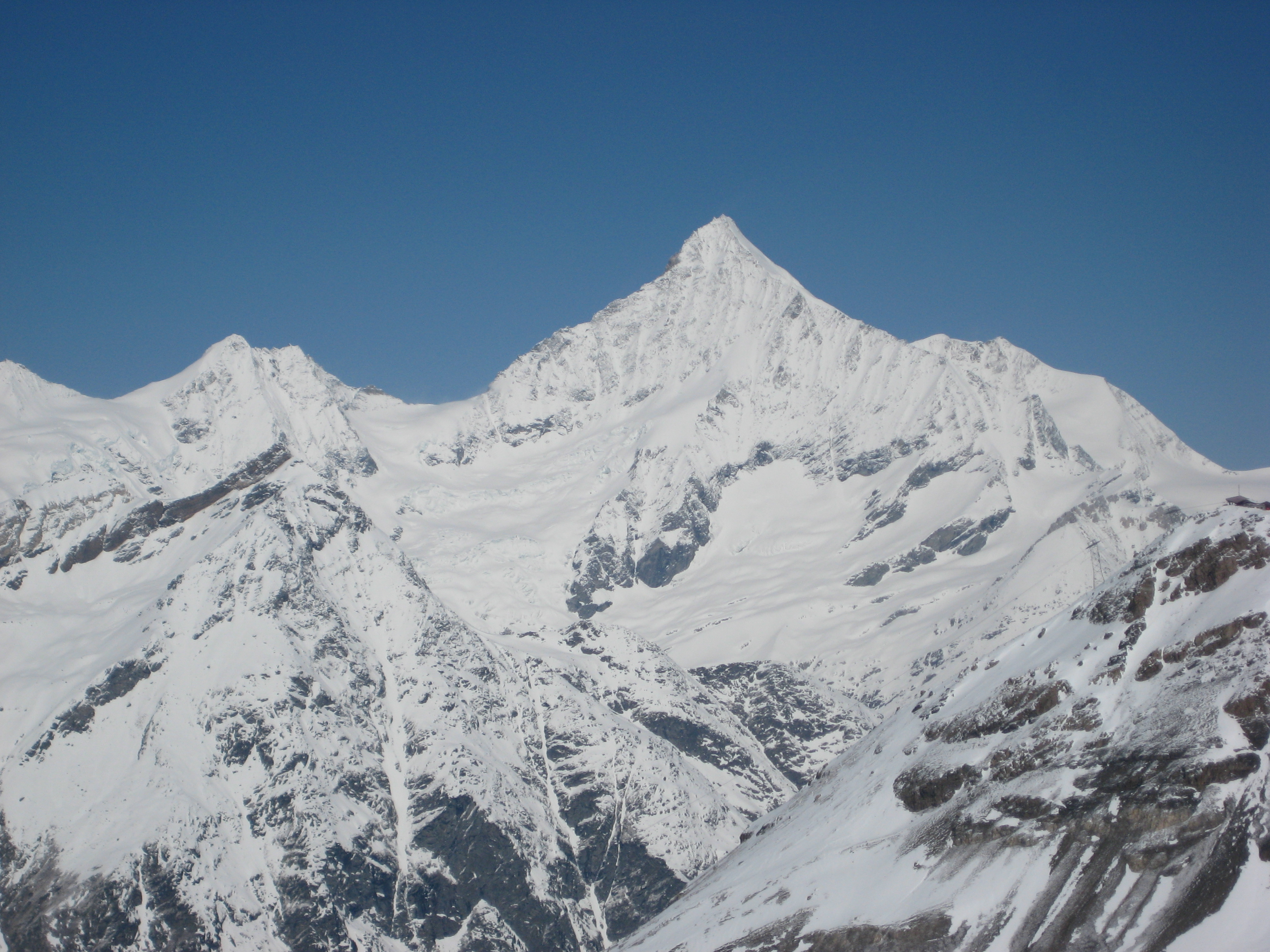
Le Weisshorn à la fin de l'hiver vu depuis l'est.

- Cabane de Tracuit (3 259 m).
- Cabane d'Arpitettaz (2 786 m).